# الدلوعة (مسرحية)
مسرحية الدلوعة هي مسرحية مصرية كوميدية من إنتاج عام 1969م.

## أبطال المسرحية
- فريد شوقى[أنور]
- نيللى[فكرية الزعفرانى]
- أبو بكر عزت[سفرجل]
- سعاد حسين[كنارايا]
- آمال شريف[زبيبة الشغالة]
- محمد شوقى[سيد السواق]
- محمود لطفى[الباش كاتب]
- مارى منيب[زوجة الباش كاتب]
- مها سليم[بنت الباش كاتب]
- محمد الديب[الزعفرانى بيه]
- ممدوح زايد[خطيب فكرية]
- رضا السيد
- سيد غنيم[موظف المصلحة]
- أديب الطرابلسى[موظف المصلحة]
- محسن حسانين[وكيل المصلحة]
- عبد الحميد السيد[فراش المصلحة]

## قصة المسرحية
تدور أحداث المسرحية حول [أنور] وهو موظف بسيط يتقاضى 18 جنيها في الشهر يقيم معه صديقاه [سفرجل]و[كناريا] يسرفان كثيرا في الطعام والشراب وكل شئ وكل ذلك على حساب أنور الخاص دون أن يساعداه في أي شئ ومع كل ذلك ينكران الجميل ويدعيان بأنهما ضيوف في حين أن خادمته زبيبة تتعاطف معه كثيرا وفي يوم ما سمعوا صوت انفجار إطار سيارة وبعد فترة وجيزة دخل إليهم سائقها [سيد] الذي ليس معه أحد سوى سيدته[فكرية] طالبا منهم المساعدة في تركيب إطار السيارة حيث أنهم في منطقة خالية ليس بها أي شئ سوى ذلك المنزل ودخلت سيدته المنزل تصيح وتتكلم بكل غرور ليساعدوهم فتشاجرت مع [أنور] ورفض أن يساعدها ولكن [سفرجل] عندما علم أنها ابنة بائع جواهر ذى ثروة كبيرة أخذ يعاملها بكل لطف ووافق على مساعدتهم ولكن حدث ما لا يحمد عقباه وانفجر إطار آخر ولكن [سفرجل] تعمد أن يفجره لتضطرالفتاه أن تبيت في المنزل حتى الصباح ليذهب [سيد]في اليوم التالى إلى منزلها لإحضار سيارة واتفقوا على أن ترحل في تمام السادسة صباحاً ولكن تأخر [سيد] وكان [أنور] لديه ميعاد مع باش كاتب المصلحة الحكومية التي يعمل بها ليخطب [أنور] ابنته فعندما جاء الباش كاتب وزوجته وابنته وجدوا [فكرية] و[كناريا] فظنوا ظنا سيئا فيهم وفي [أنور] وتشاجروا معهم وخاصة مع [فكرية] فرفضوا زواج ابنتهم منه وبذلك تسببت تلك الفتاة له في أذى كبير وجاء والدها وخطيبها فاستطاع [سفرجل] أن يخدع خطيبها ويجعلها تكرهه لأنه كان يريدها أن تتزوج [أنور] وكانت الفتاة حزينة لما سببته من مشاكل ولامت أباها لأنه كان السبب في تدليلها والسبب في أنها منذ الصغر لم تجد من يردعها عند ارتكاب الأخطاء ولكنها وجدت [أنور] يصيح في وجهها ويوقفها عند حدها فسعدت بذلك وبدأت تحبه وزاد ذلك الحب بخدعة [سفرجل] الذي وضع صورتها مع [أنور] لتظن أنه يحبها فعندما ذهبت مع أبيها إلى المصلحة التي يعمل بها ليشرحوا الأمر للباش كاتب وجدت الصورة ولكنها وجدته في نفس الوقت يكرهها ويصيح بها هي ووالدها ويطردهم ولكن برر [سفرجل] ذلك بأنه يخشى إن صارحها أن تظن أنه طامع بأموالها فأحبته الفتاة ولكنها تسببت له في الرفد حيث أنها كلمت الوزير بطريقة غير لائقة من هاتفه دون أن تعلم أنه الوزير فأرادت أن تعوضه بأن تجعله يحبها ووعدته أنها ستتغير وتصبح مطيعة فأحبها وانتهت المسرحية بالنهاية السعيدة.